# Tzitzio
Tzitzio es una localidad del estado mexicano de Michoacán de Ocampo, cabecera del municipio homónimo.

## Toponimia
El nombre «Tzitzio» proviene del vocablo purépecha tsïtsïsï, que significa ‘avispa’.

## Ubicación y superficie
La ciudad de Tzitzio se encuentra aproximadamente en la ubicación 19°35′9″N 100°55′23″O / 19.58583, -100.92306, a una altitud de 1545 m s. n. m. El área urbana ocupa una superficie de 0.712 km².

## Demografía
Según los datos registrados en el censo de 2020, la población de Tzitzio es de 1051 habitantes, lo que representa un decrecimiento promedio de -0.20 % anual en el período 2010-2020 sobre la base de los 1072 habitantes registrados en el censo anterior. La localidad tiene una densidad de 1476 hab/km².
En 2020 el 48 % de la población (505 personas) eran hombres y el 52 % (546 personas) eran mujeres. El 54.9 % de la población (577 personas) tenía edades comprendidas entre los 15 y los 64 años.
La población de Tzitzio está mayoritariamente alfabetizada (4.66 % de personas mayores de 15 años analfabetas, según relevamiento del año 2020), con un grado de escolaridad en torno a los 7 años. Solo el 1.71 % de la población se reconoce como indígena.
El 94.2 % de los habitantes de Tzitzio profesa la religión católica.
En el año 2010 estaba clasificada como una localidad de grado alto de vulnerabilidad social. Según el relevamiento realizado, 461 personas de 15 años o más no habían completado la educación básica, —carencia conocida como rezago educativo—, y 445 personas no disponían de acceso a la salud.

### Población de Tzitzio 1900-2020
| Gráfica de evolución demográfica de Tzitzio entre 1900 y 2020                                     |
|                                                                                                   |
| Población de los censos del Instituto Nacional de Estadística y Geografía (INEGI) de 1910 a 2020. |